# سومبر

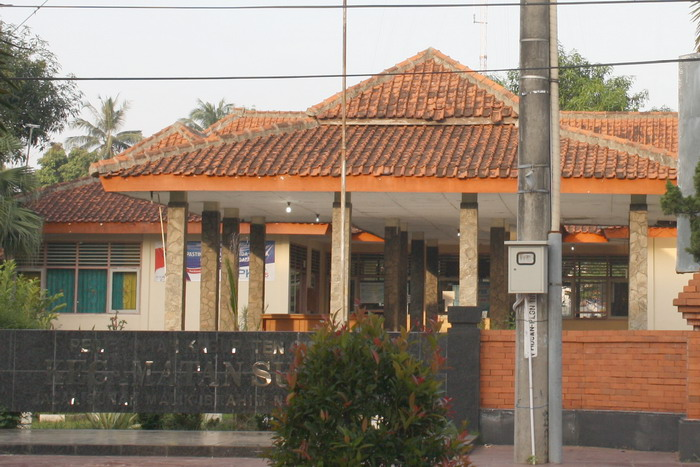
نمایی از ساختمان شورای شهر سومبر در استان جاوه غربی - ۲۰۱۵

سومبر (اندونزیایی: Sumber) شهری در استان جاوه غربی کشور اندونزی است. جمعیت این شهر بر اساس سرشماری سال ۱۹۹۰ میلادی، ۲۹٫۷۷۵ نفر و بر اساس سرشماری سال ۲۰۰۰ میلادی، ۶۷٫۷۵۰ بوده که در سال ۲۰۰۷ میلادی به ۱۰۷٫۲۵۳ نفر افزایش یافته‌است.